# 長野顕業
長野 顕業（ながの あきなり、生没年不詳）は、戦国時代初期の上野国の武将。受領名は弾正少弼。聖仲（せいちゅう）の法号で知られる。
顕業が開いたとされる祝昌寺の位牌に「当寺開基為聖仲志庵主、中興弾正顕業」と記されている。諱の顕業は、関東管領上杉顕定の一字を与えられたとみられている。また、永正3年8月6日（1506年8月24日）に厩橋城主である長野賢忠が顕業の菩提を弔うため寺領を寄進していることから、顕業も厩橋長野氏当主でこの日以前に没し、息子と思われる賢忠が跡を継いだとみられる。黒田基樹は、長尾景春の乱で戦死した長野為業（為兼）を顕業の父とし、顕業の代に石倉城から厩橋城に本拠地を移して為業の菩提寺である橋林寺が建立されたこと、立河原合戦で戦死した長野房業（房兼）も顕業の弟もしくは庶子、箕輪長野氏の当主であった長野方業は顕業の子で厩橋長野氏からの入嗣であったと推定している。